# نورا (فلم 1967)
نورا هو فيلم مصري عرض عام 1967، بطولة كمال الشناوي ونيللي ونجوى فؤاد، ومن إخراج محمود ذو الفقار.

## قصة الفيلم
الصحفي محمود يعطي كل إهتمامه لعمله حتى يتقابل مع نورا، فتاة خيرة بطبعها وسلوكها، والتي تعاني من مجموعة مشاكل اجتماعية، تدفعها إلى البحث عن المال، وتعيش مع أختها الراقصة، يحاول محمود إنقاذها من الانحراف. كما تعاني أخت نورا من مرض يهدد حياتها ولن ينقذها سوى عملية جراحية مكلفة.

## طاقم التمثيل
- كمال الشناوي: (محمود حمدي)
- نيللي: (نورا)
- نجوى فؤاد: (حورية)
- عادل أدهم: (فارس)
- يوسف وهبي: (والد محمود)
- بدر الدين جمجوم: (فؤاد)
- كريمان: (زينب)
- محمد رشدي: (مطرب)
- ثلاثي أضواء المسرح
  - سمير غانم
  - جورج سيدهم
  - الضيف أحمد
- حسين إسماعيل: (زبون الكازينو)
- إسكندر منسي
- فيفي يوسف
- عباس رحمي
- آمال شريف: (تعمل بالكازينو)
- إبراهيم حشمت
- علية فوزي
- مختار السيد: (عبد السلام)
- سمير ولي الدين
- سعد قطب
- عبد العظيم كامل: (طبيب)
- عدوي غيث: (طبيب)
- جميل عز الدين
- عبد الغني النجدي
- عباس الدالي

## فريق العمل
- إخراج: محمود ذو الفقار
- قصة: محمد التابعي
- سيناريو وحوار: محمد أبو يوسف
- مدير التصوير: وحيد فريد
- مونتاج: حسين أحمد
- موسيقى تصويرية: أندريه رايدر
- إنتاج: شركة القاهرة للإنتاج السينمائي، كمال الشناوي
- توزيع: شركة القاهرة للتوزيع السينمائي
- تأليف الأغاني: حسين السيد
- ألحان الأغاني: منير مراد